# Wereldbeker schaatsen 2023/2024 - massastart vrouwen
De massastart voor vrouwen voor de Wereldbeker schaatsen 2023/2024 stond voor de dertiende keer officieel op het programma, dit seizoen zes keer. De massastart stond dit seizoen voor de achtste maal ook op het programma van de Wereldkampioenschappen schaatsen afstanden 2024 de wereldbekerserie gold als kwalificatiereeks daarvoor.
Titelverdediger was de Canadese Ivanie Blondin. Blondin werd tweede in het eindklassement en werd opgevolgd door haar landgenoot Valérie Maltais die geen wedstrijd won, maar wel de meeste punten wist te verzamelen. Knap derde in het eindklassement werd Irene Schouten omdat Schouten de eerste wereldbeker niet heeft gereden.

## Reglementen
De vrouwen reden een race van 16 rondes. Na 4, 8 en 12 rondes was er een tussensprint waar de eerste drie rijders respectievelijk 5, 3, en 1 punt kregen. In de eindsprint na 16 rondes kregen de eerste drie rijders respectievelijk 60, 40, en 20 punten. De einduitslag werd eerst bepaald aan de hand van het behaalde aantal punten, op deze manier was de top drie van de eindsprint ook altijd het podium van de wedstrijd, terwijl achter het podium eerst alle schaatsers met punten uit de tussensprints kwamen. Voor rijders die een gelijk puntenaantal behaalden, inclusief diegenen zonder punten, was de volgorde van de eindsprint bepalend. Deelnemers die de race niet uitreden verloren eventuele punten behaald in de tussensprints.

## Podia
| Wedstrijd           | Goud                         | Punten | Tijd    | Zilver                   | Punten | Tijd    | Brons                           | Punten | Tijd    |
| ------------------- | ---------------------------- | ------ | ------- | ------------------------ | ------ | ------- | ------------------------------- | ------ | ------- |
| Obihiro             | Ivanie Blondin Canada        | 60     | 8.25,11 | Esther Kiel Nederland    | 40     | 8.25,45 | Mia Manganello Verenigde Staten | 20     | 8.25,58 |
| Peking              | Marijke Groenewoud Nederland | 63     | 8.24,71 | Ivanie Blondin Canada    | 40     | 8.37,58 | Valérie Maltais Canada          | 20     | 8.37,74 |
| Stavanger           | Irene Schouten Nederland     | 63     | 8,29,28 | Valérie Maltais Canada   | 43     | 8.37,19 | Mia Manganello Verenigde Staten | 26     | 8.40,01 |
| Tomaszów Mazowiecki | Irene Schouten Nederland     | 60     | 8.42,90 | Ivanie Blondin Canada    | 40     | 8.42,94 | Mia Manganello Verenigde Staten | 20     | 8.42,95 |
| Salt Lake City      | Ivanie Blondin Canada        | 60     | 8.14,70 | Irene Schouten Nederland | 43     | 8.14,81 | Valérie Maltais Canada          | 20     | 8.15,14 |
| Quebec City         | Sandrine Tas België          | 60     | 8.27,59 | Ramona Härdi Zwitserland | 43     | 8.27,77 | Michelle Uhrig Duitsland        | 24     | 8.27,83 |

## Eindstand[7]
| #      | Schaatsster            | OBI | PEK | SVR | TMI | SLC | QBC | Totaal |
| ------ | ---------------------- | --- | --- | --- | --- | --- | --- | ------ |
| Goud   | Valérie Maltais        | 43  | 48  | 54  | 38  | 48  | 32  | 263    |
| Zilver | Ivanie Blondin         | 60  | 54  | 0   | 54  | 60  | 29  | 257    |
| Brons  | Irene Schouten         |     | 40  | 60  | 60  | 54  | 34  | 248    |
| 4      | Mia Kilburg-Manganello | 48  | 43  | 48  | 48  | 30  | 31  | 248    |
| 5      | Sandrine Tas           | 31  | 26  | 40  | 26  | 36  | 60  | 219    |
| 6      | Ramona Härdi           | 36  | 34  | 0   | 32  | 27  | 54  | 183    |
| 7      | Magdalena Czyszczoń    | 23  | 21  | 43  | 30  | 26  | 40  | 183    |
| 8      | Kaitlyn McGregor       | 38  | 36  | 0   | 27  | 34  | 43  | 178    |
| 9      | Michelle Uhrig         | 32  | 28  | 0   | 34  | 32  | 48  | 174    |
| 10     | Marijke Groenewoud     |     | 60  | 0   | 43  | 40  | 26  | 169    |
| 11     | Olga Piotrowska        | 19  | 27  | 38  | 22  | 25  | 27  | 158    |
| 12     | Zuzana Kuršová         | 21  | 20  | 15  | 31  | 28  | 38  | 153    |
| 13     | Park Ji-woo            | 40  | 30  | 0   | 25  | 28  | 21  | 144    |
| 14     | Wenjing Jin            | 29  | 38  | 0   | 21  | 24  | 28  | 140    |
| 15     | Giorgia Birkeland      | 28  | 22  | 0   | 24  | 21  | 36  | 131    |
| 16     | Sumire Kikuchi         | 25  | 32  |     | 28  | 17  | 28  | 130    |
| 17     | Francesca Lollobrigida |     |     | 21  | 40  | 38  | 26  | 125    |
| 18     | Yang Binyu             |     |     | 13  | 28  | 43  | 30  | 114    |
| 19     | Laura Lorenzato        | 30  | 0   | 17  | 36  | 16  | 15  | 114    |
| 20     | Josephine Heimerl      | 34  | 25  | 0   | 23  | 13  | 17  | 112    |
| 21     | Lucie Korvasová        | 22  | 23  | 0   | 14  | 12  | 13  | 84     |
| 22     | Momoka Horikawa        | 20  |     | 28  | 29  |     |     | 77     |
| 23     | Yuka Takahashi         |     | 24  | 24  |     | 0   | 24  | 72     |
| 24     | Kim Bo-reum            | 27  | 29  |     | 15  |     |     | 71     |
| 25     | Fran Vanhoutte         |     |     |     | 21  | 31  | 16  | 68     |
| 26     | Sofie Karoline Haugen  |     |     | 14  | 16  | 14  | 14  | 58     |
| 27     | Esther Kiel            | 54  |     |     |     |     |     | 54     |
| 28     | Aurora Grinden Løvås   |     |     |     | 24  | 29  |     | 53     |
| 29     | Aoyu Chen              | 26  | 19  |     |     |     |     | 45     |
| 30     | Veronica Luciani       |     | 31  |     |     |     |     | 31     |
| 31     | Hyunsun Hwang          |     |     | 16  | 15  |     |     | 31     |
| 32     | Sofia Thorup           |     |     | 11  | 17  |     |     | 28     |
| 33     | Reina Anema            | 24  |     |     |     |     |     | 24     |
| 34     | Vanessa Herzog         |     |     | 12  |     |     |     | 12     |
| 35     | Anna Molnar            |     |     |     |     | 12  |     | 12     |

## Wereldbekerwedstrijden
Dit is een overzicht van de individuele wedstrijden.